# Кутаев, Юрий Максимович
Ю́рий Макси́мович Кута́ев (род. 12 декабря 1935, деревня Ерзовка Слободо-Туринского района, Свердловская область, РСФСР, СССР) — советский и российский радиоинженер, участник создания стратегических ракетных комплексов подводных лодок ВМФ СССР (ГРЦ имени академика В. П. Макеева). Лауреат Государственной премии СССР (1983). Награждён орденами Трудового Красного Знамени (1969, 1975), медалями.

## Биография
Юрий Максимович Кутаев родился 12 декабря 1935 года в деревне Ерзовка Слободо-Туринского района Свердловской области. Окончил Уральский политехнический институт, радиотехнический факультет (1958).
С 1958 по 2007 год — работа в СКБ № 385 (с 1966 года — КБ машиностроения, с 1993 года — Государственный ракетный центр): инженер, начальник лаборатории (1964), начальник отдела (1970), зам. начальника отделения материаловедения и технологии изготовления ракет (1980).
Участник разработки и испытаний трёх поколений баллистических ракет подводных лодок в части создания методов и аппаратуры неразрушающего контроля, разработки и внедрения их на заводах-изготовителях.

## Личный вклад в ракетостроение
- Руководитель работ по разработке и внедрению на заводах свыше 30 автоматизированных установок для контроля полуфабрикатов и сборочных единиц ракет
- Один из организаторов службы неразрушающего контроля в КБ машиностроения
- Автор 17 изобретений (6 внедрены) и 34 печатных трудов[1]

Наиболее весомый вклад внесён им в создание технологических процессов, уникального оборудования и промышленной базы для испытания на герметичность ракет, обеспечивших решение проблемы ампулизации и длительного хранения заправленных ракет.
— Цитата из книги: СКБ-385, КБ машиностроения, ГРЦ «КБ им. академика В. П. Макеева» / Сост. Р. Н. Канин, Н. Н. Тихонов. Под общ. ред. В. Г. Дегтяря (М: Государственный ракетный центр «КБ им. академика В. П. Макеева», «Военный парад». 2007)

## Награды и премии
- Государственная премия СССР (1983)
- Ордена Трудового Красного Знамени (1969, 1975)
- Бронзовая медаль ВДНХ (1963)
- Медаль «За доблестный труд. В ознаменование 100-летия со дня рождения Владимира Ильича Ленина» (1970)
- Звание «Заслуженный работник предприятия» (1973)
- Звание «Лучший технолог Министерства» (1979)
- Медаль «Ветеран труда» (1989)
- Звание «Отличник качества Министерства» (1990)
- Медаль имени академика В. П. Макеева Федерации космонавтики России (1993)
- Медаль «25 лет гарантийному авторскому надзору» (1999)